# Красовські Участки
Красовські Участки (рос. Красовские Участки) — присілок в Касторенському районі Курської області Російської Федерації.
Населення становить 17 осіб. Входить до складу муніципального утворення Єгор'євська сільрада.

## Історія
Населений пункт розташований на території українського етнічного та культурного краю Східна Слобожанщина.
Від 2004 року входить до складу муніципального утворення Єгор'євська сільрада.

## Населення
| 2002 | 2010 |
| ---- | ---- |
| 6    | ↗17  |